# Konwersja długu

Schemat funkcjonowania konwersji długu

Konwersja długu – pojęcie oznaczające zmianę warunków pożyczki/kredytu na inne, z reguły bardziej korzystne dla pożyczko-/kredytobiorcy (np. wydłużenie terminu spłaty pożyczki, obniżenie poziomu oprocentowania) lub zamianę długu na inny instrument finansowy/inne świadczenie. Konwersja długu może dotyczyć zarówno zadłużenia organizacji (np. przedsiębiorstw), jak i państw. Konwersja długu może być przeprowadzana na rynku krajowym lub międzynarodowym.
W odniesieniu do przedsiębiorstw, przykładem zamiany długu na inny instrument finansowy może być zamiana zobowiązania (wynikającego np. z pożyczki, kredytu lub transakcji handlowych) danej spółki na jej akcje/udziały w kapitale zakładowym (ang. debt-to-equity swap). W wyniku takiej zamiany zobowiązanie spółki wygasa, a dotychczasowy wierzyciel staje się jej akcjonariuszem/udziałowcem.
Na gruncie międzynarodowym transakcję konwersji długu można określić jako porozumienie polegające na sprzedaży lub zmianie na międzynarodowym rynku finansowym posiadanego przez bank zobowiązania dłużnika. W zależności od tego, co jest przedmiotem zamiany, można wymienić kilka podstawowych transakcji swap:
- zmiana długu na dług (ang. debt for debt swap)
- zmiana długu na udziały kapitałowe w przedsiębiorstwach (debt for capital swap)
- zmiana długu na towary pochodzące z danego kraju (debt for commodity swap)
- zmiana długu na wydatki na ochronę środowiska (debt for nature swap)

Do transakcji konwersji długu zalicza się też niekiedy zmianę długu na obligacje (debt for bond swap) oraz wykup długu przez kraje dłużnicze (buy-backs).